# Agapia
Agapia est une commune roumaine du județ de Neamț, dans la région historique de Moldavie et dans la région de développement du Nord-Est.

## Géographie
La commune d'Agapia est située dans le nord-est du județ, sur la rivière Agapia, affluent de la Moldova, sur les premiers contreforts orientaux des Carpates, à 12 km au sud-ouest de Târgu Neamț et à 40 km au nord de Piatra Neamț, le chef-lieu du județ.
La municipalité est composée des quatre villages suivants (population en 1992) :
- Agapia (1 821), siège de la municipalité ;
- Filioara (1 062) ;
- Săcălușești (623) ;
- Văratec (851).

## Politique
| Période                                  | Période  | Identité        | Étiquette | Qualité |
| ---------------------------------------- | -------- | --------------- | --------- | ------- |
| Les données manquantes sont à compléter. |          |                 |           |         |
|                                          | 2012     | Vasile Cucoș    | PDL       |         |
| 2012                                     | En cours | Nastasă Neculai | PSD       |         |

| Parti | Parti                        | Sièges |
| ----- | ---------------------------- | ------ |
|       | Parti social-démocrate (PSD) | 10     |
|       | Parti national libéral (PNL) | 3      |

## Démographie
En 2002, la commune compte 4 541 Roumains (99,97 %). On comptait à cette date 1 552 ménages et 1 788 logements.
| 1992  | 2002  | 2007  |
| ----- | ----- | ----- |
| 4 353 | 4 542 | 4 604 |

### Religions
En 2002, 99,18 % de la population était Chrétiens orthodoxes.

## Économie
L'économie de la commune repose sur l'agriculture, l'élevage, la transformation du bois et le tourisme, grâce à la présence de deux monastères orthodoxes très célèbres en Roumanie.

## Lieux et monuments
- Monastère d'Agapia, fondé en 1642.

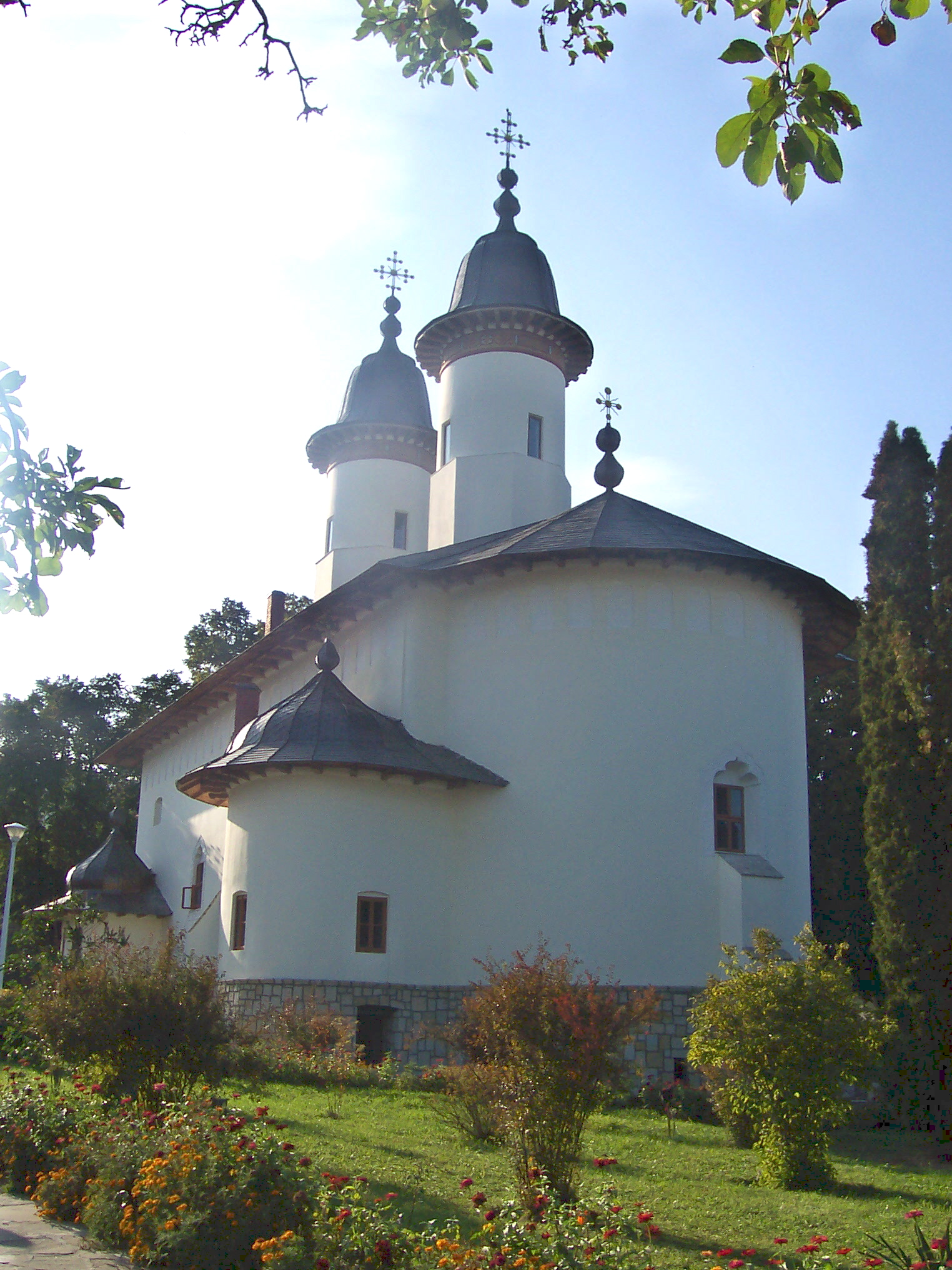
L'église du monastère de Văratec

- Monastère de Văratec, fondé en 1785.
- Maison-musée d'Alexandru Vlahuță, (1858-1919), aménagée en 1963, dans une maison où l'écrivain vécut plusieurs années.